# Mezinárodní letiště Ezeiza
Mezinárodní letiště Ezeiza (španělsky Aeropuerto Internacional de Ezeiza "Ministro Pistarini), (IATA: EZE, ICAO: SAEZ) je největší letiště v Argentině. Nachází se 2 km východně od města Ezeiza a 22 km jihovýchodně od Buenos Aires. V roce 2010 letiště odbavilo 8 786 807 cestujících.

## Aerolinie a destinace

### Pravidelné linky
| Společnost              | Destinace |
| ----------------------- | --- |
| Aerolíneas Argentinas   | Auckland, Barcelona, Bogota, Caracas, Córdoba, El Calafate, Lima, Madrid, Mendoza, Miami, Řím-Fiumicino, Santa Cruz de la Sierra-Viru Viru, São Paulo-Guarulhos, Sydney |
| Aeromexico              | Mexiko City |
| AeroSur                 | Cochabamba, Santa Cruz de la Sierra-Viru Viru |
| Air Canada              | Santiago de Chile, Toronto |
| Air Europa              | Madrid |
| Air France              | Paříž-Charles de Gaulle |
| Alitalia                | Řím-Fiumicino |
| American Airlines       | Dallas / Fort Worth, Miami, Montevideo, New York-JFK |
| Aviance                 | Bogota |
| Boliviana de Aviación   | Cochabamba, Santa Cruz de la Sierra-Viru Viru |
| British Airways         | Londýn-Heathrow, São Paulo-Guarulhos |
| Continental Airlines    | Houston-Intercontinental |
| Copa Airlines           | Panama City |
| Cubana de Aviación      | Havana, Varadero |
| Delta Air Lines         | Atlanta |
| Gol Airlines            | Asunción, Belo Horizonte-Confins, Curitiba-Afonso Pena, Florianópolis, Porto Alegre, Rio de Janeiro-Galeão, Santiago de Chile, São Paulo-Guarulhos                      |
| Iberia                  | Madrid |
| LAN Airlines            | Santiago de Chile |
| LAN Argentina           | Lima, Miami, Punta Cana |
| LAN Ecuador             | Guayaquil, Quito, Santiago de Chile |
| LAN Perú                | Lima, Santiago de Chile |
| Lufthansa               | Frankfurt |
| Malaysia Airlines       | Kapské Město, Johannesburg, Kuala Lumpur |
| Mexicana de Aviación    | Mexiko City |
| PLUNA                   | Montevideo |
| Qantas                  | Sydney |
| Qatar Airways           | Dauhá [začíná 24. června], São Paulo-Guarulhos [začíná 24. června] |
| South African Airways   | Johannesburg |
| TACA Peru               | Lima |
| TAM Airlines            | Porto Alegre, Recife, Rio de Janeiro-Galeão, Salvador da Bahia, São Paulo-Guarulhos                                                                                     |
| TAM Airlines (Paraguay) | Asunción, Rio de Janeiro-Galeão |
| United Airlines         | Washington-Dulles |